# Stahlianthus
Stahlianthus är ett släkte av enhjärtbladiga växter. Stahlianthus ingår i familjen Zingiberaceae.
Kladogram enligt Catalogue of Life:
| Stahlianthus | \| \| Stahlianthus andersonii \| \| \| \| \| \| Stahlianthus campanulatus \| \| \| \| \| \| Stahlianthus involucratus \| \| \| \| \| \| Stahlianthus macrochlamys \| \| \| \| \| \| Stahlianthus pedicellatus \| \| \| \| \| \| Stahlianthus philippianus \| \| \| \| \| \| Stahlianthus thorelii \| \| \| \| |
|              | \| \| Stahlianthus andersonii \| \| \| \| \| \| Stahlianthus campanulatus \| \| \| \| \| \| Stahlianthus involucratus \| \| \| \| \| \| Stahlianthus macrochlamys \| \| \| \| \| \| Stahlianthus pedicellatus \| \| \| \| \| \| Stahlianthus philippianus \| \| \| \| \| \| Stahlianthus thorelii \| \| \| \| |
|              | Stahlianthus andersonii |
|              | |
|              | Stahlianthus campanulatus |
|              | |
|              | Stahlianthus involucratus |
|              | |
|              | Stahlianthus macrochlamys |
|              | |
|              | Stahlianthus pedicellatus |
|              | |
|              | Stahlianthus philippianus |
|              | |
|              | Stahlianthus thorelii |
|              | |